# 데상트코리아 먼싱웨어 매치플레이
데상트코리아 먼싱웨어 매치플레이(Descente Korea Munsingwear Matchplay)은 대한민국 충청북도에서 열리는 프로 골프 대회로, 2010년에 창설되었다.